# Émile Benveniste
Émile Benveniste, född 27 maj 1902 i Aleppo, död 3 oktober 1976 i Paris, var en fransk lingvist, semiotiker och iranist. Han var professor i lingvistik vid Collège de France från 1937 till 1969. Benveniste är känd för sin forskning om språkvetenskap och i synnerhet indoeuropeiska språk.

## Biografi
Émile Benveniste föddes i en sefardisk judisk familj. Fadern skickade den unge Émile till en rabbinskola i Marseille. Benveniste träffade dock indologen Sylvain Lévi, verksam vid Collège de France, som introducerade honom för Antoine Meillet, en av lingvisten Saussures elever. Benveniste avlade doktorsexamen med en avhandling om indoeuropeiska språk och blev professor 1937.